# ويل هايهورست
ويل هايهورست (بالإنجليزية: Will Hayhurst)‏ هو لاعب كرة قدم بريطاني في مركز نصف الجناح، ولد في 24 فبراير 1994 في Longridge ‏ في المملكة المتحدة. شارك مع منتخب جمهورية أيرلندا تحت 20 سنة لكرة القدم ومنتخب جمهورية أيرلندا تحت 21 سنة لكرة القدم. أما مع النوادي، فقد لعب مع بريستون نورث إيند ونادي يورك سيتي ونوتس كاونتي.

## هوامش
1. ↑  Stats for the 2018–19 season are incomplete.

## وصلات خارجية
- ويل هايهورست على موقع قاعدة بيانات كرة القدم.إي يو (الإنجليزية)
- ويل هايهورست على موقع Soccerbase.com (لاعب) (الإنجليزية)
- ويل هايهورست على موقع Soccerway.com (الإنجليزية)